# Квинтесенција
Квинтесенција (лат. quinta essentia: пета суштина, пета супстанција) име је које су питагорејци користили за етар. У преносном значењу — језгро, суштина.
Аристотел је етар претпоставио као елемент поред земље, воде, ваздуха и ватре. Пошто је овај важио као најизврснији, најфинији, свепрожимни елемент, квинтесенцијом се означавала суштина неке ствари, најделотворнији саставни део неке супстанције уопште. Код алхемичара се и алкохол звао квинтесенцијом.
Теофраст Парацелзус је квинтесенцију сматрао као пети елемент, поред четири елемента старих хемичара; она би имала бити дух или снага природних тела. Данас квинтесенција значи бит неке ствари или најделотворнији део неке супстанције.